# Odessa (Delaware)
Pour les articles homonymes, voir Odessa (homonymie).
La ville américaine d’Odessa est située dans le comté de New Castle, dans l’État du Delaware. Elle comptait 364 habitants lors du recensement de 2010.

## Histoire
Fondée sous le nom de Cantwell’s Bridge au XVIIIe siècle, elle prend son nom actuel lors du siècle suivant, en hommage à la ville d’Odessa, en Ukraine.

## Démographie
| 1850 | 1860 | 1870 | 1880 | 1890 | 1900 |
| ---- | ---- | ---- | ---- | ---- | ---- |
| 501  | 686  | 695  | 675  | 640  | 575  |

| 1910 | 1920 | 1930 | 1940 | 1950 | 1960 |
| ---- | ---- | ---- | ---- | ---- | ---- |
| 585  | 435  | 385  | 391  | 467  | 526  |

| 1970 | 1980 | 1990 | 2000 | 2010 | - |
| ---- | ---- | ---- | ---- | ---- | - |
| 547  | 384  | 303  | 286  | 364  | - |

## Source
- (en) Cet article est partiellement ou en totalité issu de l’article de Wikipédia en anglais intitulé « Odessa, Delaware » (voir la liste des auteurs).